# In Love with Myself
«In Love with Myself» (с англ. — «Влюбленный в себя») ― песня французского диджея Давида Гетта при участии JD Davis, выпущенная в качестве четвертого и последнего сингла со второго студийного альбома Гетта, Guetta Blaster 18 марта 2005 года. Сингл был выпущен только во Франции, однако попал в чарты других стран.

## Трек-лист
- French CD single[1]

1. "In Love with Myself" (Benny Benassi Remix) – 6:34
2. "In Love with Myself" (Fuzzy Hair Remix) – 8:02
3. "In Love with Myself" (Robbie Rivera Remix) – 8:36
4. "In Love with Myself" (David Guetta & Joachim Garraud Remix) – 7:47
5. "In Love with Myself" (JD Davis Remix) – 5:37

## Чарты
| Chart (2004–06)     | Peak position |
| ------------------- | ------------- |
| Greek Singles Chart | 32            |
| Romanian Top 100    | 34            |
| Swiss Singles Chart | 46            |